# Провулок Феодосія Макаревського
Провулок Феодосія Макаревського — провулок у Соборному районі міста Дніпро на Горі, з північно-східного краю плато Соборної гори.
Бере початок від вулиці Івана Акінфієва, йде вздовж східного краю Соборної гори й закінчується у східного краю території Дніпропетровської обласної клінічної лікарні імені І. І. Мечникова. Довжина — 400 метрів.

## Історія
З заснування Катеринослава ділянку на схилі Гори було надано Катеринославському архієрею. Спочатку, за планом Івана Старова сучасний провулок був частиною Окружної дороги, що включав у себе сучасні вулиці Гоголя, Вернадського, площу Шевченка та провулок Макаревського. Між Потемкінським й Архієрейським палацами було прорито канаву, що з часом перетворилася на провалля та яр, таким чином було порушено звʼязок провулку з рештою Окружної вулиці. Перед маєтком архієрея утворилася Архієрейська площа.
У 1898 році на площі розміщувалося 9 домоволодінь: Архієрейський будинок, будинки спадкоємців І. Ф. Бобрика, М. Г. Поюровського, П. І. Праведникова, О. І. П'ятигорського та І. М. Юрченко-Тобольца, Ольгинський жіночий притулок благодійного товариства (засновано на початку 1890-х років), Міщанська (міська) лікарня (у 1891 році отримала власну будівлю) й богадільня імені П. О. Білявського та О. П. Волоцької (засновано 1893 року), що належить товариству Червоного Хреста. Останні установи розташовувалися у торці Губернської земської лікарні (на території сучасної Дніпропетровської обласної лікарні імені Мечнікова), але в'їзд мали тільки з Архієрейської площі, й саме тут розгорнулося найзначне будівництво навколо Архієрейської площі кінця 19-го сторіччя. 1898 року тут отримало ділянку й звело до 1900 року великий 2-поверховий будинок, флігель, сарай й оспенний телятник Катеринославське товариство фельдшерів. Через фінансову скруту товариство фельдшерів здало цей комплекс у оренду Фабрично-заводський лікарні, а згодом губернському земству під гуртожиток фельдшерської школи. У 1910-х роках фельдшерів продало будівлю місту, й воно було долучено до Олександро-Маріїнської лікарні. На початку XX сторіччя вона була виділена у дитячу лікарню імені Остроухової.
На початку XX сторіччя реконструюється Архієрейський будинок, садиба якого була розширена відповідно до плану 1834 року. Так тут будуються двоповерховий корпус Пастирської (церковно-вчительської) школи, Хрестовоздвиженський храм й 3-поверховий житловий будинок для священиків. Архієрейська площа практично не змінилася, яр було огороджено дерев'яними перилами, а навколо архієрейської бруківці висаджена тополина алея.
За програмою 1906—1907 років Архієрейська площа була віддана під приватне будівництво. Протяжний квартал колишньох Архієрейської площі було розділено двома вулицями, що продовжували існуючі Архієрейську вулицю (вулиця Дмитра Донцова) й Потьомкінський провулок (вулиця Івана Акінфієва). Будівництво на Архиєрейської площі понад 30 домоволодінь тривало 1908—1911 роки. Продовження будівництва вимагало зміцнення Архієрейського яру й прокладання Архієрейського провулка до Потемкинського палацу, що не було виконано.
У 1923 році більшовики перейменували Архієрейський провулок на Радянський провулок.
Радянська влада націоналізувала Архієрейське подвір'я й деякий час воно називалося Радянським. У корпусі Пастирської школи було відкрито Всеукраїнський інститут працевлаштування інвалідів, що неодноразово змінював назву, але продовжує працювати у будинку № 1-А й по сьогодні.
Архієрейський будинок з прилеглими до нього будівлями невдовзі після націоналізації було зайнято частинами НКВС й припинив згадуватися у документах. Наприкінці 1932 року було закрито Хрестовоздвиженську церкву, будівлю якої також передали НКВС. Того ж року було добудовано Мерефо-Херсонський міст й відкрито рух залізницею. Через бомбування архієрейської місцевості зникло багато садиб, залишки Архієрейського будинку й Хрестовоздвиженська церква. Проте тут з'явилися нові житлові будинки, лікувальні корпуси, готель «Світанок»  й електропідстанція.
У 2015 році Радянський провулок перейменовано на честь видатного православного краєзнавця єпископа Феодосія Макаревського, що мешкав у архієрейському будинку на сучасному провулку Макаревського.

## Перехресні вулиці
- вулиця Івана Акінфієва,
- вулиця Івана Акінфієва,
- вулиця Дмитра Донцова.

## Будівлі
- № 1а — Український державний НДІ медико-соціальних проблем інвалідності;
- № 1б — Поштове відділення 49027.